# Prionostemma henopoeus
Prionostemma henopoeus is een hooiwagen uit de familie Sclerosomatidae.